# Maria Eduarda Miccuci
Maria Eduarda de Souza Miccuci (Campos dos Goytacazes, 7 de junho de 1995) é uma nadadora brasileira de natação sincronizada. Representou o Brasil nos Jogos Olímpicos de Verão de 2016.

## Carreira
Começou a treinar no nado artístico por ideia do pai, quando morava em João Pessoa. Mudou-se para o Rio de Janeiro, passando a treinar no Fluminense.
Formou uma parceria bem-sucedida com Luisa Borges a partir de 2009. Ficou em sétimo lugar na Copa do Mundo de Quebec, no Canadá, em 2013. Foi medalha de ouro no Campeonato Sul-Americano de 2014, em Mar del Plata, na Argentina. Nos Jogos Sul-Americanos do mesmo ano, em Santiago, também levou o primeiro lugar.
Competiu nos Jogos Pan-Americanos de 2015, em Toronto, no Canadá, novamente ao lado de Luisa Borges. A parceria ficou em quarto lugar, com 163,2667 pontos.
No Campeonato Mundial de Esportes Aquáticos de 2015, em Kazan, na Rússia, a parceria chegou na final e terminou em 12º lugar.
Maria Eduarda Miccuci competiu nos Jogos Olímpicos de 2016, com a equipe ela ficou em 6º lugar com 171.9985 pts. No dueto ao lado de Luisa Borges, terminaram em 13º, não se classificando para a final.
Foi duas vezes vencedora do Prêmio Brasil Olímpico na categoria nado sincronizado: em 2015 e em 2016.
Passou a integrar o Clube de Regatas do Flamengo em 2017. A nadadora havia passado por uma depressão, quase desistindo do esporte, mas recebeu o apoio das companheiras e da comissão técnica para prosseguir na modalidade.
Esteve presente nos Jogos Pan-Americanos de 2019, em Lima. Ficou em quarto lugar na disputa por equipes.

### Principais conquistas na carreira[1]
- Ouro (dueto) nos Jogos Sul-Americanos de Santiago 2014
- Bicampeã (dueto, conjunto e rotina combinada) sul-americana (14 e 16)
- Bicampeã (dueto, conjunto e rotina combinada) sul-americana juvenil (11 e 13)